# Еврейская община города Бендеры
Еврейская община города Бендеры впервые упомянута в 1769 году, когда город ограничивался Бендерской крепостью. Община росла до начала XX века. В 1941 году многие[уточнить] евреи были депортированы советскими властями, а во время Второй Мировой войны большинство[уточнить] евреев города было уничтожено фашистами. В 1949 году в ходе операции «Юг» многие[уточнить] из вернувшихся евреев были высланы советскими властями. В конце 1980-х — начале 2000-х гг. большинство[уточнить] евреев покинули Бендеры и репатриировались в Израиль или выехали в другие страны.
В Бендерах сохранились здания синагог и общественных зданий еврейской общины. Евреи активно участвовали в общественной жизни города и влияли на его экономику.

## История
См.: История города Бендер.

### Российское правление
Указом Императора Александра I от 29 апреля 1818 года, город Бендеры объявлялся уездным городом Бессарабской области Российской империи. С этого момента растёт его значение как административного центра, и еврейское население города стало быстро увеличиваться.
В XIX — начале XX века численность еврейского населения города увеличивалась за счёт переезда в Бендеры евреев из других районов Российской империи. По ревизии 1847 года бендерская еврейская община состояла из 553 семейств. В 1861 году проживало евреев: 2349 мужчин, 2263 женщины. В 1897 жителей 31 797, из них евреев 10 654 человека, 10384 великороссов, 6112 малороссов и 2338 молдаван.
Основными занятиями евреев Бендер, как и других мест Бессарабии, были портняжный промысел и торговля. Позднее среди них появились врачи, учителя, инженеры.
В 1917 году открылась еврейская больница для лечения больных туберкулёзом и в этом же году Цви Шварцман открыл частную гимназию с преподаванием на иврите. В городе было множество еврейских аптек, типографий, фабрик, лавок, фотоателье и парикмахерских, кафе и постоялых дворов.
Согласно переписи 1930 года, община насчитывала 8294 еврея (26,5 % населения). В 1959 г. еврейское население Бендер составляло 5986 человек, в 1989 — 4595.

### При румынской власти
С 1918 по 1940 годы Бендеры находились под властью Румынии.
Румынские власти на протяжении 22 лет пытались «румынизировать» Бессарабию. Заставляли менять фамилии на румынские, запрещали говорить по-русски, а в городе везде висели таблички «Vorbiţ numai româneşte» («Ворбиць нумай ромынеште») — говорите только по-румынски. В 1938 году из-за незнания румынского языка стали увольнять евреев из примарии (городской администрации). Например, лишились своих рабочих мест инженеры техотдела примарии — Н. Лезерман и Р. Кишиневский, служащая отдела Е. Етлис. Уволили из технической службы электро- и водопроводных сетей Д. Шварцберга, также лишился места кассир бойни И. Бендерский.

### Депортации и Холокост
Жители города Бендеры еврейской национальности в середине XX века были подвергнуты двум советским депортациям и нацистскому Холокосту. Советская власть репрессировала «буржуев», «кулаков», «врагов народа» независимо от национальности. Немцы и румыны уничтожали евреев.
Первая депортация началась за неделю до начала войны, и продолжалась с небольшими перерывами до начала июля 1941-го, то есть до прихода в Молдавию румынских и германских войск. Немецко-румынское истребление евреев было в августе — сентябре 1941 года. Вторая советская депортация прошла 6-7 июля 1949 года.

#### Депортация 13 июня 1941 года
23 августа 1939 года был подписан пакт Молотова — Риббентропа — договор о ненападении между Германией и Советским Союзом. В секретном дополнительном протоколе к этому договору разграничивались сферы влияния в Восточной Европе и, в частности, подчёркивался интерес СССР к Бессарабии.
Из Бендер, бросая все имущество и дома, стали уезжать почти все богатые люди.
В ходе Бессарабской операции, 28 июня 1940 года, территория Бессарабии вошла в состав СССР. 2 августа 1940 года на VII сессии Верховного Совета СССР был принят Закон об образовании союзной Молдавской Советской Социалистической Республики. В её состав вошли 6 районов бывшей Молдавской АССР и 6 уездов Бессарабской губернии, включая Бендерский. С этого времени начались репрессии.
Первая депортация началась в Молдавии в ночь с 12 на 13 июня 1941 года. В соответствии с «Директивой НКВД СССР о выселении социально-чуждого элемента из республик Прибалтики, Западной Украины и Западной Белоруссии и Молдавии», в 1941 г. выселению подлежали следующие категории лиц:

1) участники контрреволюционных партий и антисоветских националистических организаций;
2) бывшие жандармы, охранники, руководящий состав полиции, тюрем, а также рядовые полицейские и тюремщики при наличии компрометирующих документов;
3) помещики, крупные торговцы, фабриканты и чиновники буржуазных государственных аппаратов;
4) бывшие офицеры и белогвардейцы, в том числе офицеры царской армии и офицеры, служившие в территориальных корпусах Красной Армии (образованных из частей и соединений бывших национальных армий независимых государств Литвы, Латвии и Эстонии после их включения в состав СССР);
5) уголовники;
6) проститутки, зарегистрированные в полиции и продолжающие заниматься прежней деятельностью;
7) члены семей лиц, учтённых по пунктам 1-4;
8) члены семей участников контрреволюционных националистических организаций, главы которых осуждены к высшей мере наказания (ВМН) либо скрываются и перешли на нелегальное положение;
9) бежавшие из бывшей Польши и отказавшиеся принимать советское гражданство;
10) лица, прибывшие из Германии в порядке репатриации, а также немцы, зарегистрированные на выезд и отказывающиеся выехать в Германию.

Взятые согласно этим пунктам с территории Молдавской ССР, а также Черновицкой и Измаильской областей УССР, «главы семей» были заключены в лагеря ГУЛаг, «члены семей» высланы в Казахскую ССР, Коми АССР, Красноярский край, Омскую и Новосибирскую области.
Всего из Молдавии в 1941 году, было депортировано 30 389 человек. Многие из них погибли — прежде всего «главы семей», попавшие в лагеря.

#### Холокост
С началом войны не все евреи успели бежать, не все считали это нужным.
21 июля 1941 года Бендеры заняли немецкие и румынские войска. Сразу же было создано гетто. 31 августа 1941 года, в Бендерах, Германия и Румыния подписали соглашение о депортации евреев в концентрационные лагеря Транснистрии.
В переулке у судоремонтных мастерских было расстреляно и сброшено в воду 300 человек. Это как раз неподалёку от нынешнего мемориала. Во рву Бендерской крепости казнили ещё 700 евреев. Потом этот ров прозвали «Бендерским Бабьим яром». Там теперь установлена мемориальная плита. В противотанковом рву у еврейского кладбища, в предместье «Кавказ» расстались с жизнью ещё 1000 человек. Остальные жители-евреи были депортированы в лагеря Транснистрии.

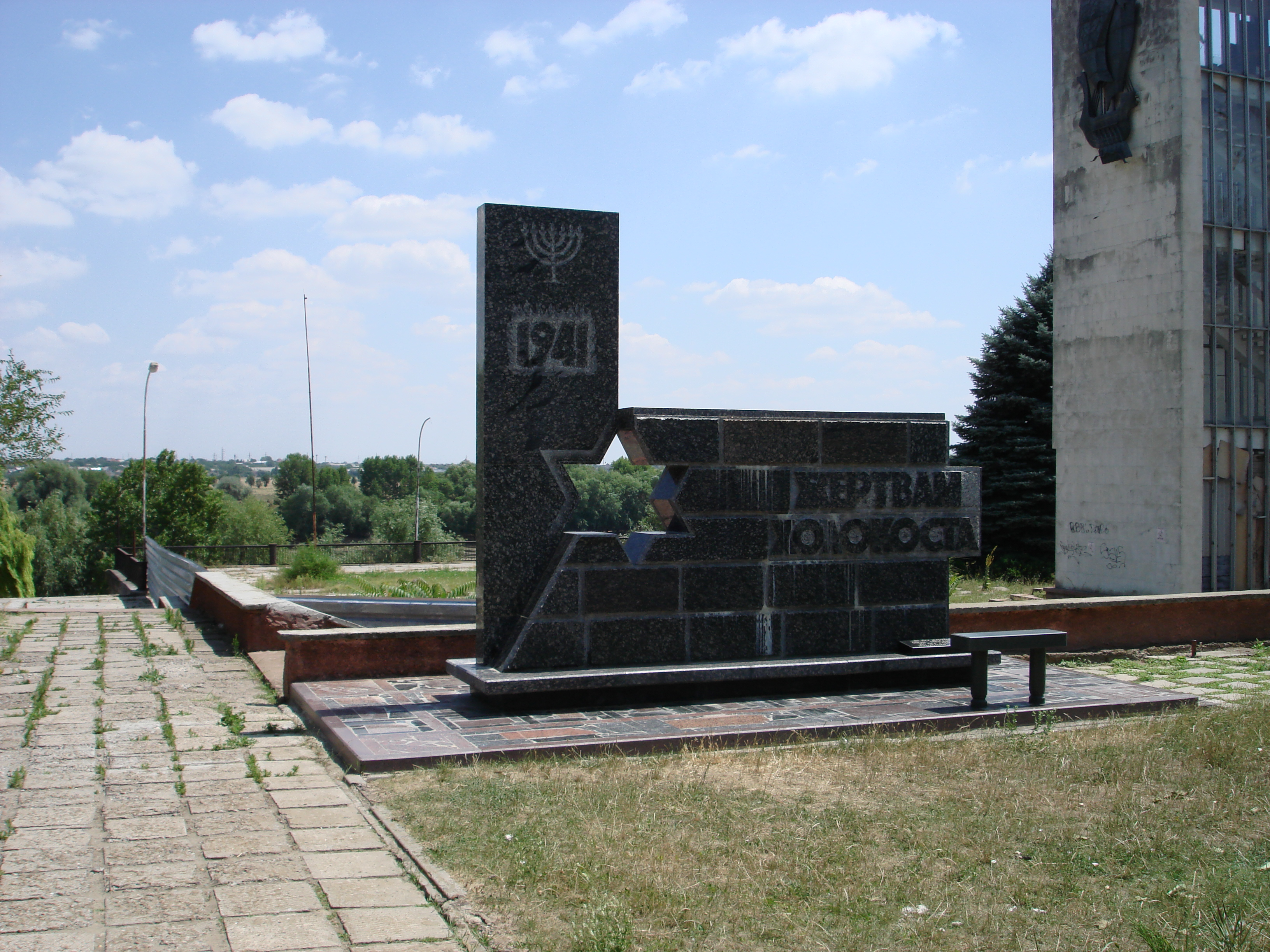
Памятник жертвам Холокоста в Бендерах

В Бендерах до войны проживало около 12 тысяч евреев, в 1942-м осталось в живых всего несколько человек, а в 1943 году проживало только два еврея.
В 2002 году в городе был поставлен памятник жертвам Холокоста. Открытие обелиска прошло 23 июня 2002 года в парке «Октябрьский» (ул. Ткаченко).

#### Операция «Юг»
Многих оставшихся в живых евреев, возвратившихся после войны в свои дома, ждала новая волна репрессий.
Уже с 1944 года в республиках проводилось выявление и ликвидация «вражеских элементов». В «Справке о количестве учтенного в Молдавской ССР кулацкого и другого враждебного элемента», подписанной министром госбезопасности Молдавии Мордовцом 17 февраля 1944 года, числилось 40 854 «кулаков», «бывших помещиков и членов политпартий», «руководителей и активных проводников нелегальных сект» и т. д. и членов их семей. Руководители Молдавии, желая отличиться перед Москвой, демонстрировали свою активность и требовали высылки этого «элемента».
6 февраля 1949 года Совет Министров СССР принял постановление о выселении с территории Молдавии «бывших помещиков, крупных торговцев, активных пособников немецким оккупантам, лиц, сотрудничавших с немецкими органами полиции, участников профашистских партий и организаций, белогвардейцев, а также семей вышеперечисленных категорий». Спецоперация получила название «Юг».
Для перевозки депортируемых из сёл до железнодорожных станций было собрано несколько тысяч машин. Чтобы не вызывать тревоги у населения, Совет Министров республики принял специальное постановление, в котором объявлялось о мобилизации грузового транспорта для вывозки зерна.
Операция «Юг» началась в 2 часа ночи 6 июля и закончилась в 8 часов вечера 7 июля 1949 года. Её проведение обеспечивали, судя по докладу, 4496 человек оперативного состава, в том числе 484 оперработника органов МГБ Молдавской ССР и 4012 прикомандированных из других республик и областей СССР. Кроме них, в операции участвовали 13 774 солдат и офицеров войск МГБ и 24 705 человек советско-партийного актива.
Первоначально из Молдавии предполагалось выселить 11 280 семей (40 850 человек). Однако в процессе подготовки к операции МГБ Молдавской ССР подготовило дела на выселение 12 860 семей, в числе которых примерно 2436 евреев, из них 260 евреев из Бендер. Выселены были в Южно-Казахстанскую, Джамбульскую и Актюбинскую области Казахской ССР, а также Алтайский край, Курганскую, Тюменскую и Томскую области РСФСР.

### После 1991 года
В 1992 году, во время вспышки военных действий между Молдовой и Приднестровьем, в результате спецоперации Еврейского агентства из Бендер были вывезены около тысячи еврейских жителей. По оценке Еврейского агентства, в 1994 г. в Бендерах оставалось свыше 1,5 тысяч евреев (1,2 % населения).
Большое количество евреев Бендер репатриировались в Израиль или выехали в другие страны в конце 1980-х — начале 2000-х гг.

## Управление и организации
На углу теперешней Комсомольской и Калинина находилось здание Правления еврейской общины.
В 1910 году в Бендерах действовала сионистская группа «Халуцэй Цион».
В 1989 году была организована «Ассоциация еврейских организаций и общин Молдовы», а вслед за ней общество еврейской культуры (Бендерский еврейский культурный общинный центр «Шошана») и благотворительный центр организации «Джойнт» — «Хэсэд Иосеф». Позднее в городе были организованы общество ветеранов войны, общество бывших узников гетто и нацистских концлагерей, женская организация «Хава», молодёжный клуб «Гилель» и многие другие, включая общинный совет.
Сейчас[когда?] на территории города существуют три еврейские организации:
1. Постоянное Представительство Еврейского Агентства «Сохнут» в Молдове, которое находится по ул. Ткаченко 18, в здании гостиницы «Приетения» — директор Владимир Юрьевич Игельник[21];
2. Религиозная организация «Бендерская еврейская синагога и община Хабад — Любавич», которое находится по ул. Суворова 30 — председатель и габбай синагоги Михаил Фишелевич Тульчинский[источник не указан 1660 дней];
3. Бендерский филиал Тираспольского общинно-благотворительного и культурного центра «Хэсэд», находящееся также по ул. Ткаченко 18, в здании гостиницы «Приетения»[7], директор (г. Тирасполь) — Юрий Крейчман[источник не указан 1379 дней].

## Синагоги

### История

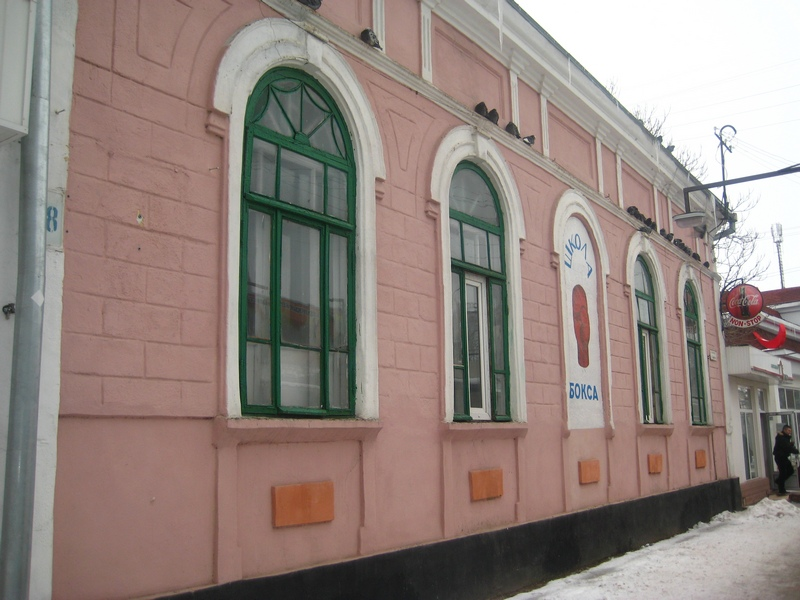
Здание бывшей синагоги «Садигурер Клойз» в наши дни

До Второй мировой войны в городе работало около 30 синагог и молельных домов, касса взаимопомощи при ссудо-сберегательном товариществе, две «талмуд-торы», двадцать «хэдэров», два частных мужских и женских училища, еврейская больница, при которой находились поликлиника, аптека, дом престарелых.
Синагог в городе было больше, чем церквей. Синагоги делились по состоятельности прихожан. В одних молились богатые, в других бедные, каждая профессиональная группа имела свою синагогу, и в каждом районе города евреи имели свои молельные дома.
В 1770 году была построена первая синагога. С переносом города на новое место, на расстоянии версты от крепости, синагогу стали посещать лишь в день Йом-Кипура, а в 40-х годах XIX века, по постановлению первого местного раввина, Арье Лейба Вертгейма, синагога, ввиду её ветхости, была разрушена, а камень употреблён на постройку богоугодного заведения.

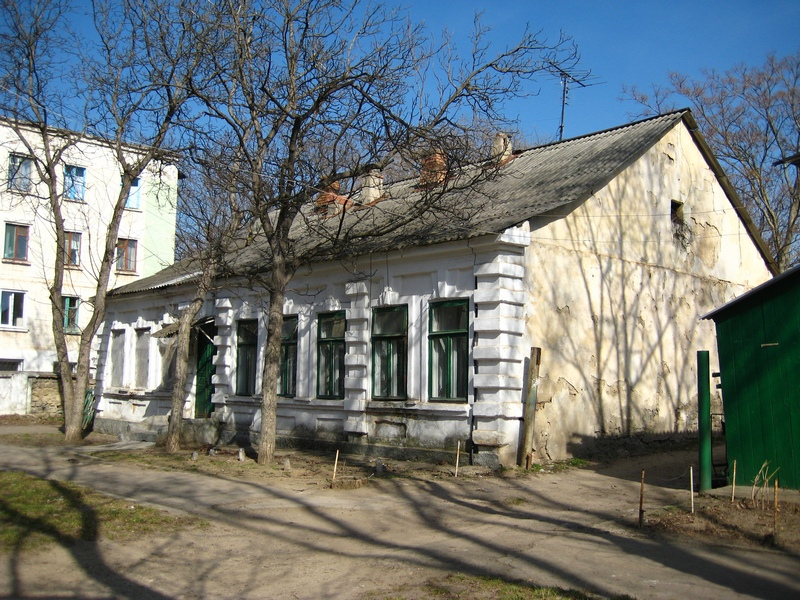
Здание бывшей синагоги шляпочников

Заняв в 1810 году место раввина, Вертгейм основал погребальное братство «Хевра-кадиша» (ивр. חברת קדישא‎), в книге которого первая запись датирована тем же годом. Потомки основанной им династии цаддиков были раввинами в Бендерах до Второй мировой войны.
В 1861 году в местечке уже было пять синагог, а в 1910-м в Бендерах функционировали десять синагог и молитвенных домов. Если в конце 1920-х годов в Бендерах действовала тридцать одна синагога, то к 1940 году их оставалось только три.
В 1946 году здесь имелась одна синагога (бывшая синагога садигурских хасидов), раввином которой в 1946—1960 годах был Израиль Моисеевич Бронфман (1915—1988).
На 2011 год действует одна синагога еврейской религиозной общины «Хабад-Любавич».

### Синагога на ул. Харузинской
В конце ул. Харузинской была синагога для бедняков. Фасад этой синагоги выходил на центральную улицу, а полтора этажа спускались в район «Глинища». Сама постройка была не под прямым углом — два угла внутреннего помещения были острыми, а два тупыми. В 1947 году, после Великой Отечественной войны, здание этой синагоги отремонтировали и устроили там спортивный зал общества «Спартак». Сбоку зала был ещё один этаж, где по еврейским обычаям молились женщины — здесь поставили столы для игры в теннис. В 1960 году здание снесли, а на её месте построили жилой дом.

### Синагога «Садигурер Клойз»
По ул. Суворова 28 находится здание бывшей хасидской синагоги «Садигурер Клойз», построенной в 1814 году и принадлежавшей общине садигурских хасидов. Во время Великой Отечественной войны здание использовалось фашистами как конюшня, а после войны было восстановлено как синагога. В 50-е годы было национализировано, а в настоящее время[когда?] здесь располагается Бендерская школа бокса.

### Синагога приказчиков
По ул. Суворова 30 находится здание бывшей синагоги приказчиков, построенное в 1812 году. Обладателем этой синагоги до 1939 года было Общество Еврейских Приказчиков. После Великой Отечественной войны предполагалось использовать здание как торговый склад, в котором должны были храниться, кроме всего прочего, и свиные туши. Благодаря усилиям председателя городского спорткомитета Леонида Переца, здание переоборудовали в жилое, а в подвале разместили велосипедный клуб. В 1989 году, после реконструкции, здесь вновь была открыта синагога еврейского религиозного движения Хабад-Любавич. 1 марта 2009 г. она была осквернена и с тех пор находится в аварийном состоянии.

### Центральная синагога

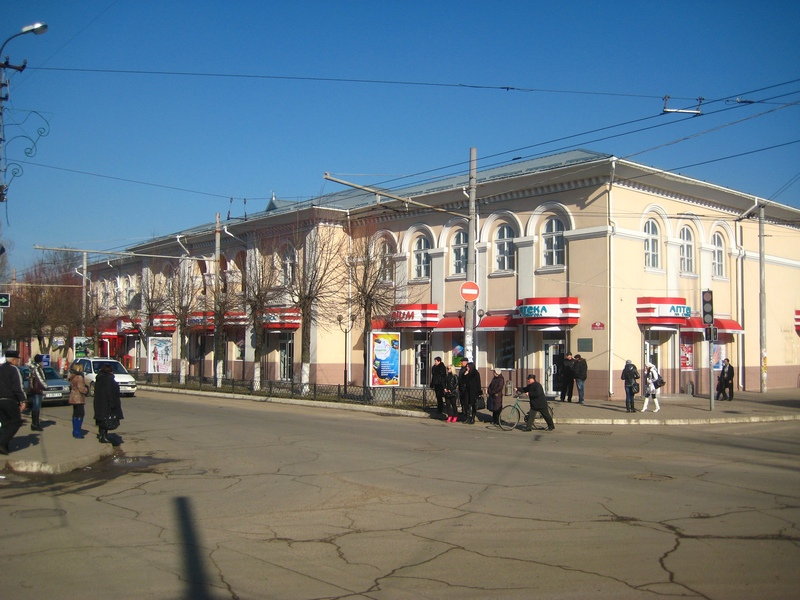
Здание бывшей Центральной синагоги

Рядом с центральной синагогой располагалась так называемая старая синагога, которая сгорела во время Великой Отечественной войны, а рядом с ней, примерно там, где сейчас[когда?] находится двухэтажное здание парикмахерской «Чародейка» (на углу ул. Лазо и ул. Суворова), располагалась новая синагога.
Когда кончалось строительство синагоги в 1896 году, у общины не хватило выделенных и собранных денег, чтобы завершить строительство. Деньги на окончание строительства выделила вдова миллионера Бродского. Синагога горела два раза[когда?], поэтому до наших дней не сохранилась.

### Синагоги на ул. Суворова

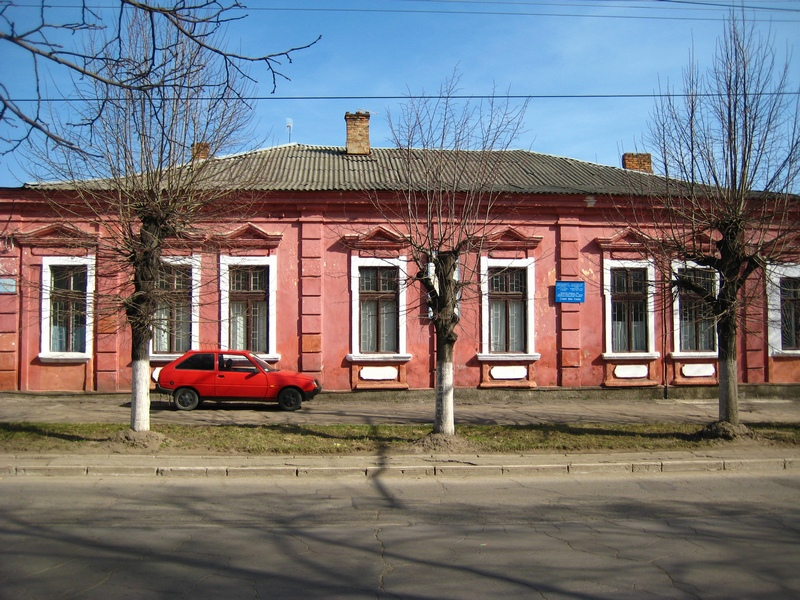
Здание бывшей синагоги текстильщиков

На ул. Суворова находятся два здания бывших синагог — синагога жестянщиков, в которой сейчас[когда?] располагается магазин № 10, и синагога текстильщиков, в которой сейчас располагается МОУ «Бендерская станция юных техников».
По ул. Суворова 42 находится здание бывшей синагоги бондарей, в котором сейчас располагается МОУ «Бендерская специализированная детско-юношеская школа олимпийского резерва № 1»

### Прочие синагоги

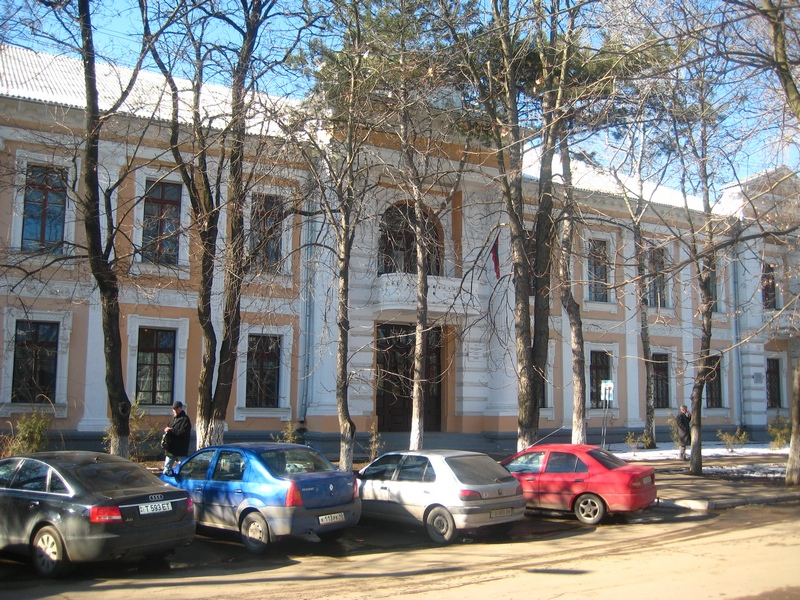
Хоральная синагога в наши дни

На углу ул. Московской и ул. Котовского была синагога мясников, а по ул. Котовского, в середине квартала между ул. Московской и ул. Ленина была синагога шляпочников.
На углу ул. Суворова и ул. Лазо, примерно там, где сейчас[когда?] находится здание МУП «Бендерырынокторг», была синагога раввина Иосолэ Юсим.
По ул. Котовского, в середине квартала между ул. Гагарина и ул. Лазо находилась синагога Шапошника, а рядом с ней синагога и баня Балабана (сейчас в этом здании находится МУП УВКХ «Водоканалхоз»).
В квартале ул. Суворова, между ул. Первомайской и Горького, стоит здание бывшей синагоги столяров и плотников. На ул. Котовского, между ул. Московской и Комсомольской, была синагога Талмуд — Тора.
Два здания, в которых некоторое время располагались Хоральные синагоги стоят и сейчас[когда?]. Это — здание, где располагается Бендерский городской суд по ул. Пушкина и здание Бендерского дворца детско-юношеского творчества по ул. Калинина.
Некоторые микве города были расположены при банях.

## Светские учреждения

### Библиотеки

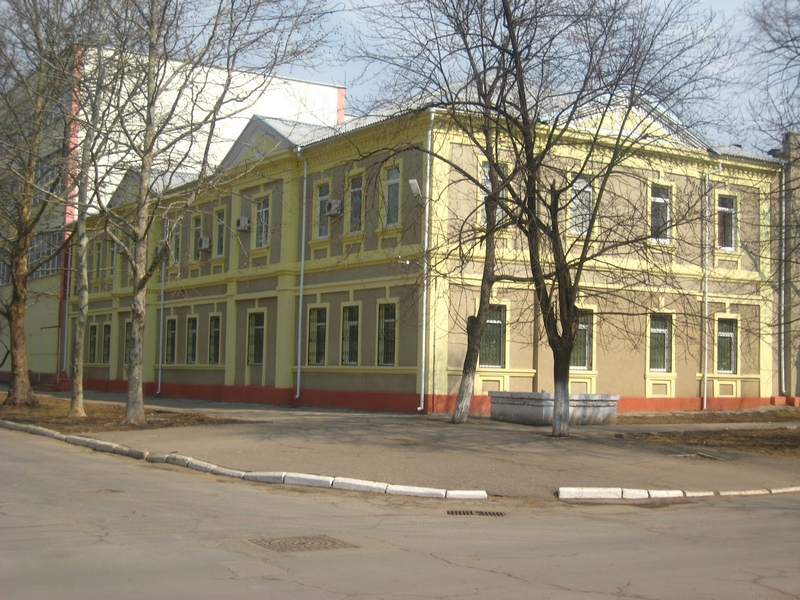
Гимназия Шварцмана

Напротив теперешнего здания Бендерского историко-краеведческого музея, по ул. Советской, где-то во внутреннем дворе, была еврейская библиотека, где можно было читать книги на русском языке, в основном из русской классики.

### Учебные заведения

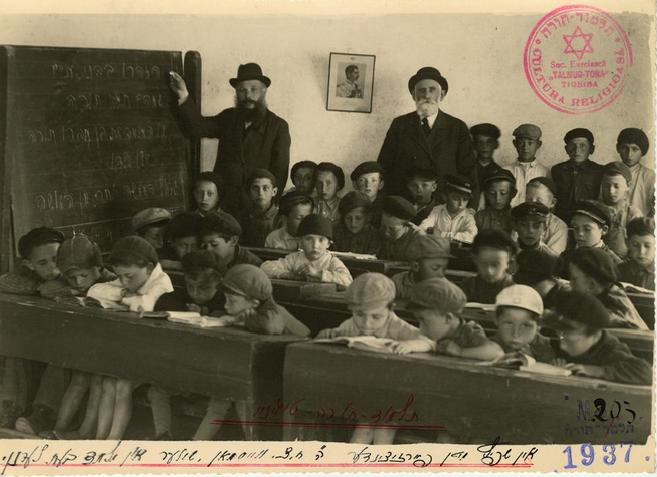
Ученики и учителя Талмуд-Тора, 1937 г.

В городе имелся частный еврейский лицей. Это двухэтажное красивое здание, ранее принадлежавшее гимназии Вере Константиновне Герасименко, приобрела еврейская община, председателем которой был в румынский период адвокат и садовладелец Оскар Савельевич Нутов. Там открыли[когда?] частный еврейский лицей, директором которой был Цви Шварцман. Ещё в этом здании находился и спортивный клуб «Маккаби».
На углу ул. Комсомольской и ул. Котовского находилось здание Талмуд-тора.
По улице Ткаченко, рядом с бывшей школой професионалэ (рум. Şcoala Profesională) и индустриальным лицеем (рум. Liceul Industrial) — административный корпус «Судоремонтзавода», стоял дом, где была семилетняя школа. Потом её закрыли, а здание приобрела еврейская община и открыла[когда?] там ОРТ — Общество ремесленного труда (Общество по распространению ремесленного и земледельческого труда среди евреев), где обучались мальчики слесарному и токарному делу.

### Больницы

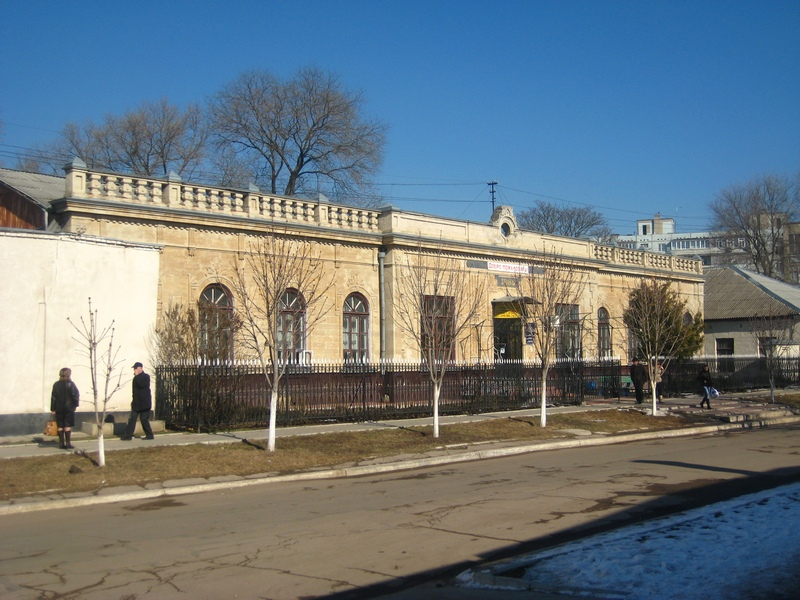
Здание бывшей Еврейской больницы 1889 года

В 1889 году в Бендерах, на ул. Почтовой, была построена еврейская больница местным предпринимателем Ицхоком Нисенбоймом. При ней действовали поликлиника, аптека, дом престарелых на 40 — 50 мест, дом приюта еврейской общины и синагога врачей и фельдшеров.
В здании этой больницы сейчас располагается ГОУ «Бендерский медицинский колледж», а здание бывшего дома приюта и синагоги также сохранилось и находится рядом с колледжем.
В середине квартала ул. Московской, между ул. Суворова и ул. Котовского располагался Еврейский медицинский пункт по оказанию медицинской помощи беднякам.
В 1917 году, в Бендерах была открыта еврейская больница для лечения больных туберкулёзом.

## Известные представители общины

### Л. С. Берг

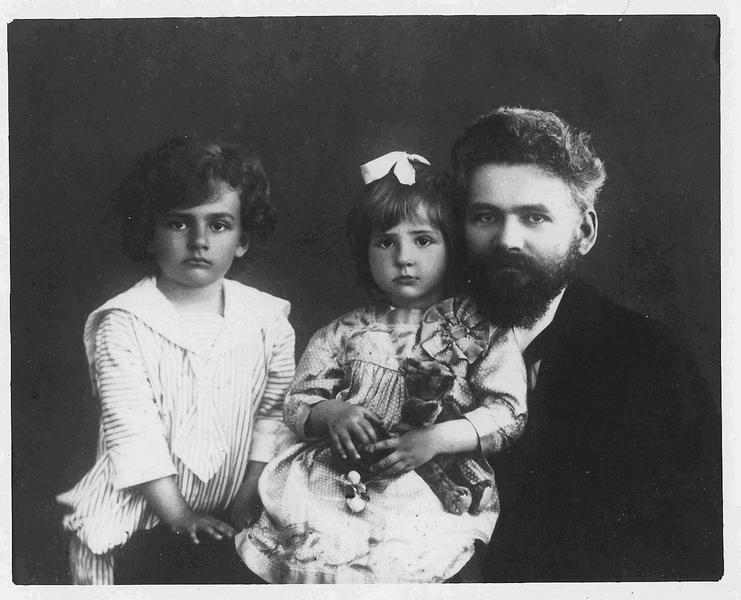
Берг с детьми: слева — Симон (1911), на коленях — Рая (1913), 1916 год

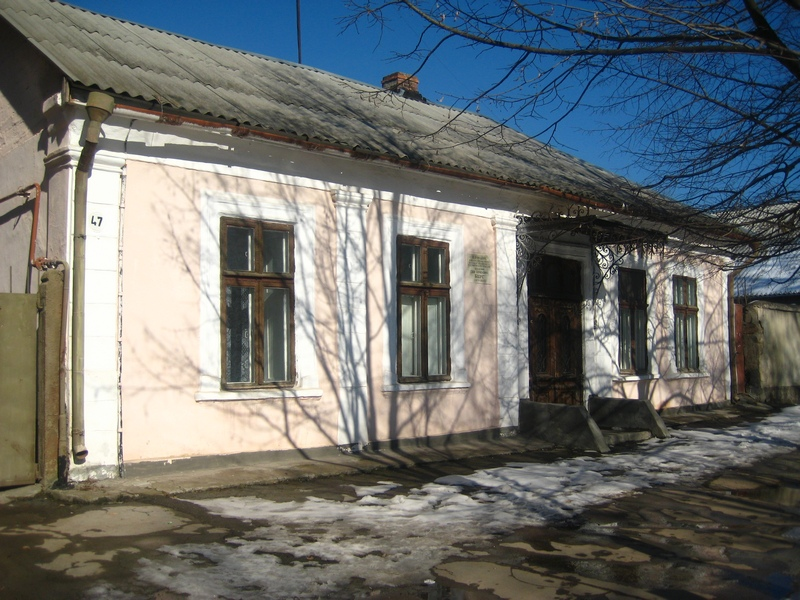
Дом Берга по ул. Московской 47.

Город Бендеры — родина русского советского учёного-энциклопедиста, физико-географа и биолога, заслуженного деятеля науки РСФСР, академика Льва Семеновича Берга. На доме на ул. Московской, где он родился, стоит мемориальная доска.
28 февраля 1996 года, в г. Бендеры, одна из улиц микрорайона города — Борисовки — была названа именем Берга.
22 февраля 2005 года, Министерством юстиции ПМР, в городе Бендеры был зарегистрирован Общественный Образовательный Фонд им. Академика Л. С. Берга, учредителями которого выступили представители общественных социально-экологических организаций, лидеры общественных инициативных групп образовательных и научно-исследовательских организаций, представители бизнеса г. Бендер.

### И. П. Манус

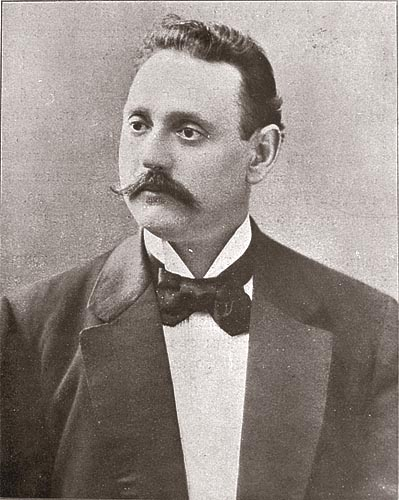
Манус Игнатий Порфирьевич

Игнац Иосифович Манус был известным банкиром в Российской империи. Родился он в 1860 году в городе Бендеры в еврейской семье. Отец его был Иосеф (Иосиф) Манус, врач.
Манус окончил гимназию в Одессе, так как в Бендерах имелось только уездное реальное училище. Затем крестился и изменил имя и отчество на Игнатий Порфирьевич. Состоял в браке с Кларой Абрамовной Манус.
Работал агентом по финансовой части в правлении Самаро-Оренбургской железной дороги, мелким газетным репортером. В начале 1900 гг., занимаясь спекуляциями на бирже, приобрёл значительное состояние. При содействии Г. Е. Распутина, которому предоставлял значительные финансовые средства, получил чин Действительного статского советника. Был директором правления товарищества Санкт-Петербургского вагоностроительного завода, председателем правления транспортного и страхового общества, ведущим акционером ряда петербургских коммерческих банков.

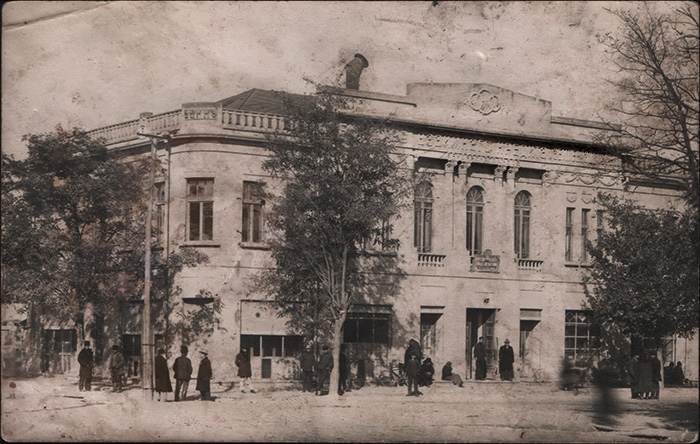
Здание «Банка Мануса» в 1918 г.

«Банк Мануса» был построен в Бендерах до Октябрьской революции на углу Александровской улицы. Одно время в этом здании располагался банк, затем хоральная синагога, в румынский период — трибунал, затем коммерческий лицей, а сейчас[когда?] в этом здании располагается «Дворец Пионеров — Дворец Детского Юношеского Творчества».
В 1918 г. Манус был арестован большевиками и приговорён к расстрелу.

### Список известных жителей и уроженцев
Родившиеся в Бендерах
- Агадати, Барух (Борис Львович Каушанский) — израильский танцовщик, создатель израильского национального танца («Хора Агадати»), кинорежиссёр и продюсер
- Бараш, Михаил Моисеевич — американский скрипач и предприниматель, основатель и глава Barash Communications Technologies
- Баух, Ефрем (Эфраим) Исаакович — молдавский и израильский русский писатель и поэт, председатель правления объединения языковых Союзов писателей Израиля
- Берг, Лев Семёнович — советский физикогеограф и биолог, академик АН СССР
- Вайнштейн, Осип Львович — советский историк, доктор исторических наук
- Гилад, Зрубавел — израильский поэт (иврит)
- Гликман, Тимофей Абрамович (Тимофей Грек) — русский писатель, переводчик, филолог-эллинист
- Голигорский, Соломон Давидович — советский уролог и нефролог
- Горенкo Анна (Карпа) — поэтесса (Израиль)
- Дубоссарский, Борис Семёнович — молдавский скрипач, заслуженный деятель искусств МССР (1989)
- Карская, Ида Григорьевна — французский живописец, график и коллажист
- Кишинёвский, Марк Хаимович — советский химик, заслуженный деятель науки Молдавской ССР
- Койфман, Игаль (Игорь) — молдавский и израильский шашист, чемпион мира по русским шашкам, четырёхкратный чемпион мира по стоклеточным шашкам среди юниоров
- Маник (Лейдерман), Шика — еврейский поэт (идиш)
- Окунев (Окунь), Яков Маркович — русский писатель, журналист, фантаст
- Постан, Моисей Ефимович — британский историк-медиевист, основоположник экономической истории средневековья
- Рабинович, Зина — еврейская детская писательница и поэтесса (идиш, иврит)
- Райзман, Мирон (Морис) — французский шахматист, семикратный чемпион Франции, двукратный чемпион Парижа
- Тойбиш (Тобиаш), Лейбл — еврейский публицист, лексикограф (идиш)
- Эдлис, Юлиу Филиппович — драматург, прозаик

Бендерчане
- Карчевский, Ханина Исаакович — композитор-песенник и педагог, основоположник израильской национальной песни и музыкального образования в Израиле; вырос в Бендерах
- Кахана, Мозеш (Моисей Генрихович) — молдавский и венгерский писатель
- Копанский, Яков Михайлович — молдавский историк, провёл юность и учился в школе в Бендерах
- Люксембург, Эли (Илья Мотелевич) — писатель (Израиль)
- Чапкис, Григорий Николаевич — украинский хореограф и танцовщик